# Ležiachov
Ležiachov és un poble i municipi d'Eslovàquia que es troba a la regió de Žilina, al centre-nord del país.

## Demografia
| Godina             | 1994 | 2004   | 2014   | 2024   |
| ------------------ | ---- | ------ | ------ | ------ |
| Nombre de persones | 136  | 144    | 158    | 164    |
| Diferència         |      | +5,88% | +9,72% | +3,79% |

| Godina             | 2023 | 2024   |
| ------------------ | ---- | ------ |
| Nombre de persones | 168  | 164    |
| Diferència         |      | −2,38% |